# Madelaine Petsch
Madelaine Grobbelaar Petsch (18 augustus 1994) is een Amerikaans actrice en youtuber.

## Levensloop
Petsch groeide op in Port Orchard, Washington. Op driejarige leeftijd ontwikkelde ze een passie voor dans en begon ze met danslessen en twee jaar later met theaterlessen. Haar ouders komen uit Zuid-Afrika. Petsch bracht de eerste tien jaar van haar leven door met het verdelen van haar tijd tussen Zuid-Afrika en Washington. Ze volgde de Tacoma School of the Arts en verhuisde naar Los Angeles na haar afstuderen.

## Filmografie
| Jaar      | Titel                        | Rol            |
| --------- | ---------------------------- | -------------- |
| 2014      | The Hive                     |                |
| 2015      | Instant Mom                  | Meermin        |
| 2016      | The Curse of Sleeping Beauty | Eliza          |
| 2017–2023 | Riverdale                    | Cheryl Blossom |
| 2017      | F the Prom                   | Marissa        |
| 2019      | Polaroid                     | Sarah          |
| 2020      | Sightless                    | Ellen          |
| 2024      | The Strangers: Chapter 1     | Maya Lucas     |

- Gemeinsame Normdatei: 1342719387
- International Standard Name Identifier: 0000 0004 6694 7037
- Library of Congress Control Number: no2017114272
- MusicBrainz: ca173ff1-9c83-4b68-9eb0-cfd2679a8b8d
- Virtual International Authority File: 9098150470105604330008
- WorldCat: E39PBJbGWyTqhtB4Xhqbft9dQq